# Powiat Landsberg (Warthe)

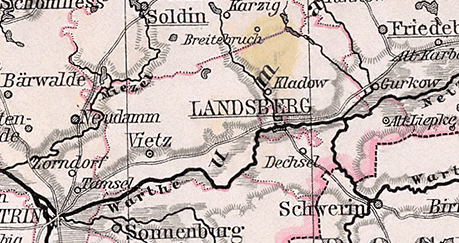
Powiat w 1905

Powiat Landsberg (Warthe) (niem. Landkreis Landsberg (Warthe), do 31 marca 1892 Kreis Landsberg a./Warthe; pol. powiat gorzowski) – były powiat w pruskiej rejencji frankfurckiej w prowincji Brandenburgia. Istniał w latach 1818–1945. Teren dawnego powiatu leży obecnie w Polsce, w województwie lubuskim.
Siedzibą powiatu i miejscowego landsratu był Gorzów Wielkopolski (Landsberg (Warthe)), który jednak 1 kwietnia 1892 odłączył się tworząc odrębny powiat grodzki (Stadtkreis). Powiat ziemski przemianowany zaś został z Kreis na Landkreis.
1 stycznia 1945 w skład powiatu wchodziły:
- miasto Witnica (Vietz);
- 94 inne gminy liczące mniej niż 2.000 mieszkańców;

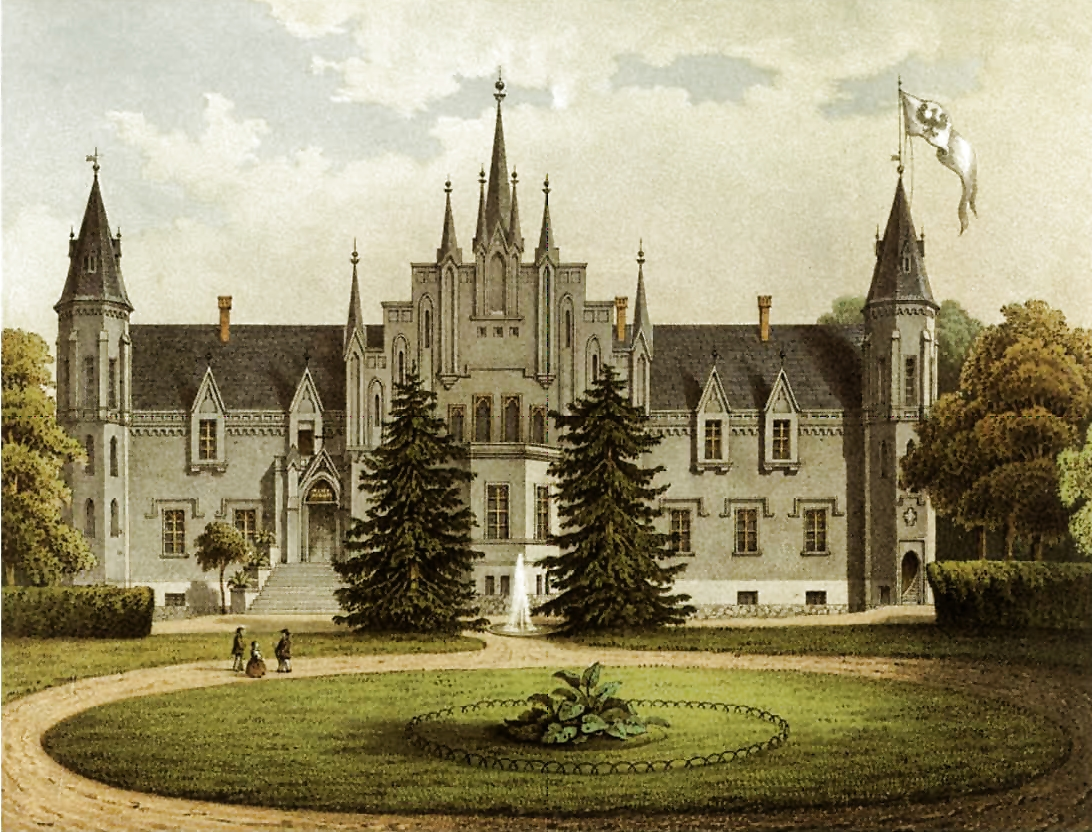
Pałac w Wysokiej około 1860 r.

- 2 majątki junkierskie (Forsten).